# Liste des équipes du Championnat du monde de hockey sur glace 2024
Cette page contient la liste de toutes les équipes et leurs joueurs participant au Championnat du monde de hockey sur glace 2024 en Tchéquie.
Chaque équipe est constituée au minimum de 15 joueurs et 2 gardiens et, au maximum, de 22 joueurs et 3 gardiens.
Au 9 mai 2024, les équipes les plus représentées auxquelles appartiennent les joueurs sont situées aux États-Unis (92 joueurs), en Suisse (36 joueurs) et en Tchéquie (34 joueurs).

## Allemagne
Entraîneur-chef : Harold Kreis
| No    | Nom                  | Position       | Club                        |
| ----- | -------------------- | -------------- | --------------------------- |
| +005, | Tobias Fohrler       | Défenseur      | Adler Mannheim              |
| +006, | Kai Wissmann         | Défenseur      | Eisbären Berlin             |
| +007, | Maximilian Kastner   | Attaquant      | EHC Munich                  |
| +017, | Tobias Eder          | Attaquant      | Eisbären Berlin             |
| +019, | Wojciech Stachowiak  | Attaquant      | ERC Ingolstadt              |
| +027, | Maksymilian Szuber   | Défenseur      | Coyotes de l'Arizona        |
| +030, | Philipp Grubauer     | Gardien de but | Kraken de Seattle           |
| +033, | John-Jason Peterka   | Attaquant      | Sabres de Buffalo           |
| +035, | Mathias Niederberger | Gardien de but | EHC Munich                  |
| +038, | Fabio Wagner         | Défenseur      | ERC Ingolstadt              |
| +040, | Alexander Ehl        | Attaquant      | Düsseldorfer EG             |
| +041, | Jonas Müller - A     | Défenseur      | Eisbären Berlin             |
| +042, | Yasin Ehliz          | Attaquant      | EHC Munich                  |
| +045, | Tobias Ancicka       | Gardien de but | Kölner Haie                 |
| +049, | Lukas Kalble         | Défenseur      | Adler Mannheim              |
| +062, | Parker Tuomie        | Attaquant      | Kölner Haie                 |
| +065, | Marc Michaelis       | Attaquant      | Adler Mannheim              |
| +072, | Dominik Kahun - A    | Attaquant      | Club des patineurs de Berne |
| +073, | Lukas Reichel        | Attaquant      | Blackhawks de Chicago       |
| +077, | Daniel Fischbuch     | Attaquant      | Adler Mannheim              |
| +078, | Nico Sturm           | Attaquant      | Sharks de San José          |
| +079, | Colin Ugbekile       | Défenseur      | Iserlohn Roosters           |
| +083, | Leonhard Pföderl     | Attaquant      | Eisbären Berlin             |
| +091, | Moritz Müller - C    | Défenseur      | Kölner Haie                 |
| +095, | Frederik Tiffels     | Attaquant      | Eisbären Berlin             |

## Autriche
Entraîneur-chef : Roger Bader
| No    | Nom                    | Position       | Club                            |
| ----- | ---------------------- | -------------- | ------------------------------- |
| +003, | Peter Schneider        | Attaquant      | EC Red Bull Salzbourg           |
| +005, | Thomas Raffl - C       | Attaquant      | EC Red Bull Salzbourg           |
| +009, | Ali Wukovits           | Attaquant      | EC Red Bull Salzbourg           |
| +012, | David Maier            | Défenseur      | EC Klagenfurt AC                |
| +014, | Kilian Zündel          | Défenseur      | Hockey Club Ambrì-Piotta        |
| +016, | Dominic Zwerger        | Attaquant      | Hockey Club Ambrì-Piotta        |
| +017, | Manuel Ganahl - A      | Attaquant      | EC Klagenfurt AC                |
| +018, | Paul Stapelfeldt       | Défenseur      | EC Red Bull Salzbourg           |
| +019, | Vinzenz Rohrer         | Attaquant      | Zürcher Schlittschuh Club Lions |
| +020, | Nico Brunner           | Défenseur      | Capitals de Vienne              |
| +021, | Lukas Haudum           | Attaquant      | EC Klagenfurt AC                |
| +023, | Marco Rossi            | Attaquant      | Wild du Minnesota               |
| +024, | Steven Strong          | Défenseur      | EC Klagenfurt AC                |
| +029, | Thomas Höneckl         | Gardien de but | EHC Linz                        |
| +030, | David Kickert          | Gardien de but | EC Red Bull Salzbourg           |
| +031, | David Madlener         | Gardien de but | Pioneers Vorarlberg             |
| +032, | Bernd Wolf             | Défenseur      | Hockey Club Lugano              |
| +048, | Lucas Thaler           | Attaquant      | EC Red Bull Salzbourg           |
| +052, | Paul Huber             | Attaquant      | EC Red Bull Salzbourg           |
| +070, | Benjamin Nissner       | Attaquant      | EC Red Bull Salzbourg           |
| +078, | Thimo Nickl            | Défenseur      | Nailers de Wheeling             |
| +091, | Dominique Heinrich - A | Défenseur      | Capitals de Vienne              |
| +092, | Clemens Unterweger     | Défenseur      | EC Klagenfurt AC                |
| +096, | Mario Huber            | Attaquant      | EC Red Bull Salzbourg           |
| +098, | Benjamin Baumgartner   | Attaquant      | Club des patineurs de Berne     |

## Canada
Entraîneur-chef : André Tourigny
| No    | Nom                   | Position       | Club                     |
| ----- | --------------------- | -------------- | ------------------------ |
| +003, | Olen Zellweger        | Défenseur      | Ducks d'Anaheim          |
| +004, | Bowen Byram           | Défenseur      | Sabres de Buffalo        |
| +008, | Michael Bunting       | Attaquant      | Penguins de Pittsburgh   |
| +013, | Brandon Tanev         | Attaquant      | Kraken de Seattle        |
| +014, | Dylan Guenther        | Attaquant      | Coyotes de l'Arizona     |
| +017, | Jack McBain           | Attaquant      | Coyotes de l'Arizona     |
| +018, | Dawson Mercer         | Attaquant      | Devils du New Jersey     |
| +019, | Jared McCann          | Attaquant      | Kraken de Seattle        |
| +020, | Nick Paul             | Attaquant      | Lightning de Tampa Bay   |
| +021, | Kaiden Guhle          | Défenseur      | Canadiens de Montréal    |
| +022, | Dylan Cozens          | Attaquant      | Sabres de Buffalo        |
| +024, | Jamieson Oleksiak     | Défenseur      | Kraken de Seattle        |
| +025, | Owen Power            | Défenseur      | Sabres de Buffalo        |
| +030, | Joel Hofer            | Gardien de but | Blues de Saint-Louis     |
| +035, | Nicolas Daws          | Gardien de but | Devils du New Jersey     |
| +038, | Brandon Hagel         | Attaquant      | Lightning de Tampa Bay   |
| +050, | Jordan Binnington     | Gardien de but | Blues de Saint-Louis     |
| +055, | Colton Parayko - C    | Défenseur      | Blues de Saint-Louis     |
| +071, | Ridly Greig           | Attaquant      | Sénateurs d'Ottawa       |
| +078, | Damon Severson - A    | Défenseur      | Blue Jackets de Columbus |
| +080, | Pierre-Luc Dubois     | Attaquant      | Kings de Los Angeles     |
| +088, | Andrew Mangiapane - A | Attaquant      | Flames de Calgary        |
| +091, | John Tavares          | Attaquant      | Maple Leafs de Toronto   |
| +098, | Connor Bedard         | Attaquant      | Blackhawks de Chicago    |

## Danemark
Entraîneur-chef : Mikael Gath
| No    | Nom                    | Position       | Club                           |
| ----- | ---------------------- | -------------- | ------------------------------ |
| +001, | William Rorth          | Gardien de but | Rødovre Mighty Bulls           |
| +005, | Lucas Andersen         | Attaquant      | Rungsted Seier Capital         |
| +009, | Frederik Storm         | Attaquant      | Kölner Haie                    |
| +011, | Alexander True         | Attaquant      | Checkers de Charlotte          |
| +012, | Oscar Mølgaard         | Attaquant      | HV 71                          |
| +015, | Matias Lassen          | Défenseur      | Malmö Redhawks                 |
| +022, | Markus Lauridsen       | Défenseur      | Frankfurt Lions                |
| +025, | Oliver Lauridsen - A   | Défenseur      | TPS                            |
| +029, | Mikkel Aagaard         | Attaquant      | MODO Hockey                    |
| +038, | Morten Poulsen         | Attaquant      | Herning Blue Fox               |
| +040, | Anders Koch            | Défenseur      | Aalborg Pirates                |
| +041, | Jesper Jensen Aabo - C | Défenseur      | EC Klagenfurt AC               |
| +042, | Phillip Bruggisser     | Défenseur      | Fischtown Pinguins Bremerhaven |
| +043, | Mathias Seldrup        | Gardien de but | Esbjerg Energy                 |
| +047, | Oliver Larsen          | Défenseur      | Jukurit Mikkeli                |
| +048, | Nicholas Jensen        | Défenseur      | Fischtown Pinguins Bremerhaven |
| +054, | Felix Scheel           | Attaquant      | Fischtown Pinguins Bremerhaven |
| +063, | Patrick Russell - A    | Attaquant      | Linköping HC                   |
| +065, | Chrsitian Wejse        | Attaquant      | Fischtown Pinguins Bremerhaven |
| +071, | Niklas Andersen        | Attaquant      | Augsburger Panther             |
| +072, | Phillip Schultz        | Attaquant      | Esbjerg Energy                 |
| +077, | Mathias From           | Attaquant      | Herning Blue Fox               |
| +080, | Frederik Dichow        | Gardien de but | HV 71                          |
| +086, | Joachim Blichfeld      | Attaquant      | Växjö Lakers HC                |
| +095, | Nick Olesen            | Attaquant      | IK Oskarshamn                  |

## États-Unis
Entraîneur-chef : John Hynes
| No    | Nom                   | Position       | Club                       |
| ----- | --------------------- | -------------- | -------------------------- |
| +001, | Trey Augustine        | Gardien de but | Spartans de Michigan State |
| +004, | Seth Jones - A        | Défenseur      | Blackhawks de Chicago      |
| +005, | Michael Kesselring    | Défenseur      | Club de hockey de l'Utah   |
| +006, | Will Smith            | Attaquant      | Eagles de Boston College   |
| +007, | Braeden Tkachuk - C   | Attaquant      | Sénateurs d'Ottawa         |
| +008, | Zachary Werenski - A  | Défenseur      | Blue Jackets de Columbus   |
| +009, | Trevor Zegras         | Attaquant      | Ducks d'Anaheim            |
| +011, | Luke Kunin            | Attaquant      | Sharks de San José         |
| +012, | Matthew Boldy         | Attaquant      | Wild du Minnesota          |
| +013, | John Gaudreau         | Attaquant      | Blue Jackets de Columbus   |
| +022, | Cole Caufield         | Attaquant      | Canadiens de Montréal      |
| +023, | Michael Eyssimont     | Attaquant      | Lightning de Tampa Bay     |
| +024, | Ryan Leonard          | Attaquant      | Eagles de Boston College   |
| +026, | Kevin Hayes           | Attaquant      | Blues de Saint-Louis       |
| +029, | Brock Nelson          | Attaquant      | Islanders de New York      |
| +034, | Alexander Lyon        | Gardien de but | Red Wings de Détroit       |
| +039, | Alexander Nedeljkovic | Gardien de but | Penguins de Pittsburgh     |
| +043, | Luke Hugues           | Défenseur      | Devils du New Jersey       |
| +045, | Gavin Brindley        | Attaquant      | Blue Jackets de Columbus   |
| +046, | Jeffrey Petry         | Défenseur      | Red Wings de Détroit       |
| +051, | Matthew Kessel        | Défenseur      | Blues de Saint-Louis       |
| +057, | Shane Pinto           | Attaquant      | Sénateurs d'Ottawa         |
| +072, | Alex Vlasic           | Défenseur      | Blackhawks de Chicago      |
| +079, | Charlie Lindgren      | Gardien de but | Capitals de Washington     |
| +085, | Jake Sanderson        | Défenseur      | Sénateurs d'Ottawa         |
| +086, | Joel Farabee          | Attaquant      | Flyers de Philadelphie     |

## Finlande
Entraîneur-chef : Jukka Jalonen
| No    | Nom                   | Position       | Club                             |
| ----- | --------------------- | -------------- | -------------------------------- |
| +002, | Rasmus Rissanen       | Défenseur      | Örebro HK                        |
| +003, | Olli Määttä - A       | Défenseur      | Red Wings de Détroit             |
| +004, | Mikko Lehtonen - A    | Défenseur      | Zürcher Schlittschuh Club Lions  |
| +007, | Oliwer Kaski          | Défenseur      | HV 71                            |
| +012, | Jere Innala           | Attaquant      | Frölunda HC                      |
| +013, | Jesse Puljujärvi      | Attaquant      | Penguins de Pittsburgh           |
| +015, | Juha Jääskä           | Attaquant      | HIFK                             |
| +018, | Vili Saarijärvi       | Défenseur      | Schlittschuh Club Langnau Tigers |
| +019, | Konsta Helenius       | Attaquant      | Jukurit Mikkeli                  |
| +021, | Patrik Puistola       | Attaquant      | Jukurit Mikkeli                  |
| +024, | Hannes Björninen      | Attaquant      | Örebro HK                        |
| +025, | Pekka Jormakka        | Attaquant      | Jukurit Mikkeli                  |
| +027, | Oliver Kapanen        | Attaquant      | Kalevan Pallo                    |
| +029, | Harri Säteri          | Gardien de but | Hockey Club Bienne               |
| +032, | Emil Larmi            | Gardien de but | Växjö Lakers HC                  |
| +033, | Veli-Matti Vittasmäki | Défenseur      | Tappara                          |
| +048, | Valtteri Puustinen    | Attaquant      | Penguins de Pittsburgh           |
| +050, | Juuso Riikola         | Défenseur      | Schlittschuh Club Langnau Tigers |
| +057, | Arttu Hyry            | Attaquant      | Kärpät Oulu                      |
| +062, | Jesper Mattila        | Défenseur      | Kalevan Pallo                    |
| +064, | Mikael Granlund - C   | Attaquant      | Sharks de San José               |
| +071, | Ahti Oksanen          | Attaquant      | IK Oskarshamn                    |
| +080, | Saku Mäenalanen       | Attaquant      | Schlittschuh Club Langnau Tigers |
| +081, | Iiro Pakarinen        | Attaquant      | HIFK                             |
| +099, | Lassi Lehtinen        | Gardien de but | MODO Hockey                      |

## France
Entraîneur-chef : Philippe Bozon
| No    | Nom                          | Position       | Club                              |
| ----- | ---------------------------- | -------------- | --------------------------------- |
| +003, | Charles Bertrand             | Attaquant      | ERC Ingolstadt                    |
| +005, | Enzo Guebey                  | Défenseur      | Hockey Club Davos                 |
| +006, | Vincent Llorca               | Défenseur      | Ducs d'Angers                     |
| +007, | Pierre Crinon                | Défenseur      | Brûleurs de Loups de Grenoble     |
| +008, | Hugo Gallet                  | Défenseur      | Kalevan Pallo                     |
| +011, | Robin Colomban               | Attaquant      | Diables rouges de Briançon        |
| +012, | Valentin Claireaux           | Attaquant      | HC Vítkovice                      |
| +014, | Stéphane Da Costa - A        | Attaquant      | Avtomobilist Iekaterinbourg       |
| +018, | Yohann Auvitu                | Défenseur      | HC Vitkovice                      |
| +024, | Justin Addamo                | Attaquant      | Penguins de Wilkes-Barre/Scranton |
| +025, | Nicolas Ritz(1)              | Attaquant      | Ducs d'Angers                     |
| +027, | Enzo Cantagallo              | Défenseur      | Dragons de Rouen                  |
| +029, | Louis Boudon                 | Attaquant      | Heartlanders de l'Iowa            |
| +032, | Quentin Papillon             | Gardien de but | Boxers de Bordeaux                |
| +033, | Julian Junca                 | Gardien de but | Wolves de Chicago                 |
| +037, | Sebastian Ylönen             | Gardien de but | Jokers de Cergy-Pontoise          |
| +041, | Pierre-Édouard Bellemare - A | Attaquant      | Kraken de Seattle                 |
| +044, | Tomas Simonsen               | Attaquant      | Gothiques d'Amiens                |
| +062, | Florian Chakiachvili         | Défenseur      | Dragons de Rouen                  |
| +072, | Jordann Perret               | Attaquant      | Mountfield HK                     |
| +074, | Thomas Thiry                 | Défenseur      | Hockey Club Ajoie                 |
| +077, | Sacha Treille - C            | Attaquant      | Brûleurs de Loups de Grenoble     |
| +081, | Anthony Rech                 | Attaquant      | Dragons de Rouen                  |
| +090, | Aurélien Dair                | Gardien de but | Brûleurs de Loups de Grenoble     |
| +091, | Baptiste Bruche              | Attaquant      | Boxers de Bordeaux                |
| +094, | Timothé Bozon                | Attaquant      | Lausanne Hockey Club              |
| +095, | Kévin Bozon                  | Attaquant      | Hockey Club Ajoie                 |

- (1) : Blessé lors du premier match contre le Kazakhstan, Nicolas Ritz est remplacé par Justin Addamo[8].

## Grande-Bretagne
Entraîneur-chef : Peter Russell
| No    | Nom                 | Position       | Club                       |
| ----- | ------------------- | -------------- | -------------------------- |
| +001, | Jackson Whistle     | Gardien de but | Belfast Giants             |
| +002, | Sam Ruopp           | Défenseur      | Lausitzer Füchse           |
| +005, | Ben Davies          | Attaquant      | Cardiff Devils             |
| +007, | Robert Lachowicz    | Attaquant      | Glasgow Clan               |
| +009, | Brett Perlini       | Attaquant      | ESC Halle 04               |
| +011, | Cameron Critchlow   | Attaquant      | Manchester Storm           |
| +013, | David Phillips      | Défenseur      | Belfast Giants             |
| +014, | Liam Kirk - A       | Attaquant      | HC Litvínov                |
| +016, | Sam Duggan          | Attaquant      | Cardiff Devils             |
| +017, | Mark Richardson - A | Défenseur      | Cardiff Devils             |
| +023, | Sean Norris         | Attaquant      | Belfast Giants             |
| +024, | Josh Tetlow         | Défenseur      | Nottingham Panthers        |
| +026, | Evan Mosey          | Défenseur      | Cardiff Devils             |
| +027, | Cole Shudra         | Attaquant      | Sheffield Steelers         |
| +028, | Ben O'Connor        | Défenseur      | Guildford Flames           |
| +033, | Ben Bowns           | Gardien de but | Cardiff Devils             |
| +035, | Lucas Brine         | Gardien de but | Dundee Stars               |
| +041, | Joshua Batch        | Défenseur      | Cardiff Devils             |
| +044, | Sam Jones           | Défenseur      | Sheffield Steelers         |
| +048, | Johnny Curran       | Attaquant      | Coventry Blaze             |
| +074, | Ollie Betteridge    | Attaquant      | Nottingham Panthers        |
| +075, | Robert Dowd - C     | Attaquant      | Sheffield Steelers         |
| +079, | Nathanael Halbert   | Défenseur      | HC TWK Innsbruck           |
| +091, | Ben Lake            | Attaquant      | Belfast Giants             |
| +094, | Cade Neilson        | Attaquant      | Nanooks d'Alaska-Fairbanks |

## Kazakhstan
Entraîneur-chef : Ğalym Mämbetaliev
| No    | Nom                  | Position       | Club                    |
| ----- | -------------------- | -------------- | ----------------------- |
| +001, | Nikita Boiarkin      | Gardien de but | Barys Astana            |
| +005, | Oleg Boiko           | Attaquant      | Nomad Astana            |
| +007, | Leonid Metalnikov    | Défenseur      | Admiral Vladivostok     |
| +010, | Nikita Mihailis - A  | Attaquant      | Metallourg Magnitogorsk |
| +017, | Älihan Ömirbekov     | Attaquant      | Nomad Astana            |
| +022, | Kirill Paniukov      | Attaquant      | Amour Khabarovsk        |
| +023, | Maksim Muhametov     | Attaquant      | Metallourg Magnitogorsk |
| +024, | Dmitrii Breus        | Défenseur      | Torpedo Nijni Novgorod  |
| +028, | Valerii Orehov       | Défenseur      | Metallourg Magnitogorsk |
| +029, | Maksim Musorov       | Attaquant      | Nomad Astana            |
| +031, | Artem Korolev        | Défenseur      | Nomad Astana            |
| +032, | Sergei Kudriavtsev   | Gardien de but | Arlan Kökşetau          |
| +043, | Andrei Şutov         | Gardien de but | Barys Astana            |
| +048, | Roman Startşenko - C | Attaquant      | Barys Astana            |
| +058, | Tamirlan Gaitamirov  | Défenseur      | Barys Astana            |
| +064, | Arkadii Şestakov     | Attaquant      | Barys Astana            |
| +065, | Samat Daniiar - A    | Défenseur      | Barys Astana            |
| +066, | Nikolai Şulga        | Attaquant      | Nomad Astana            |
| +071, | Mädi Dihanbek        | Défenseur      | Nomad Astana            |
| +079, | Mihail Rahmanov      | Attaquant      | Barys Astana            |
| +081, | Batyrlan Muratov     | Attaquant      | Barys Astana            |
| +084, | Kirill Savitskii     | Défenseur      | Barys Astana            |
| +087, | Ädil Beketaev        | Défenseur      | Barys Astana            |
| +088, | Evguenii Rymarev     | Attaquant      | Barys Astana            |
| +092, | Dmitrii Grents       | Attaquant      | Arlan Kökşetau          |
| +096, | Älihan Äsetov        | Attaquant      | Barys Nur-Sultan        |

## Lettonie
Entraîneur-chef : Harijs Vītoliņš
| No    | Nom                   | Position       | Club                              |
| ----- | --------------------- | -------------- | --------------------------------- |
| +002, | Kārlis Čukste         | Défenseur      | Brynäs IF                         |
| +006, | Markuss Komuls        | Défenseur      | sans club                         |
| +009, | Renārs Krastenbergs   | Attaquant      | Graz 99ers                        |
| +013, | Rihards Bukarts       | Attaquant      | HC Vítkovice                      |
| +016, | Kaspars Daugaviņš - C | Attaquant      | HK Michalovce                     |
| +017, | Mārtiņš Dzierkals     | Attaquant      | Skellefteå AIK                    |
| +018, | Rodrigo Ābols - A     | Attaquant      | Rögle BK                          |
| +020, | Raivis Ansons         | Attaquant      | Penguins de Wilkes-Barre/Scranton |
| +027, | Oskars Cibuļskis      | Défenseur      | Herning Blue Fox                  |
| +029, | Ralfs Freibergs       | Défenseur      | Mountfield HK                     |
| +030, | Elvis Merzļikins      | Gardien de but | Blue Jackets de Columbus          |
| +034, | Eduards Tralmaks      | Attaquant      | Rytíři Kladno                     |
| +035, | Ēriks Vītols          | Gardien de but | JYP Jyväskylä                     |
| +036, | Martins Laviņš        | Attaquant      | Wildcats du New Hampshire         |
| +050, | Kristers Gudļevskis   | Gardien de but | Fischtown Pinguins Bremerhaven    |
| +055, | Roberts Mamčics       | Défenseur      | HC Nové Zámky                     |
| +065, | Arvils Bergmanis      | Défenseur      | Nanooks d'Alaska-Fairbanks        |
| +070, | Miks Indrašis         | Attaquant      | Brynäs IF                         |
| +071, | Roberts Bukarts - A   | Attaquant      | HC Vítkovice                      |
| +072, | Jānis Jaks            | Défenseur      | HC Litvínov                       |
| +077, | Kristaps Zīle         | Défenseur      | HC Litvínov                       |
| +082, | Fēlikss Gavars        | Attaquant      | Saints de St. Lawrence            |
| +085, | Dans Ločmelis         | Attaquant      | Minutemen de l'UMass              |
| +095, | Oskars Batņa          | Attaquant      | Jukurit Mikkeli                   |
| +097, | Haralds Egle          | Attaquant      | MHk 32 Liptovský Mikuláš          |

## Norvège
Entraîneur-chef : Tobias Johansson
| No    | Nom                      | Position       | Club                           |
| ----- | ------------------------ | -------------- | ------------------------------ |
| +002, | Isak Hansen              | Défenseur      | Sparta Warriors                |
| +004, | Johannes Johannesen      | Défenseur      | Pelicans Lahti                 |
| +007, | Sander Engebraten        | Défenseur      | Jukurit Mikkeli                |
| +008, | Mathias Trettenes        | Attaquant      | Stavnager Oilers               |
| +010, | Mattias Nørstebø - A     | Défenseur      | IF Björklöven                  |
| +012, | Noah Steen               | Attaquant      | Mora IK                        |
| +013, | Petter Vesterheim        | Attaquant      | Mora IK                        |
| +017, | Eirik Salsten            | Attaquant      | Storhamar Dragons              |
| +018, | Thomas Olsen             | Attaquant      | Vålerenga ishockey             |
| +019, | Havard Ostrem Salsten    | Attaquant      | Sparta Warriors                |
| +020, | Emilio Pettersen         | Attaquant      | Stars du Texas                 |
| +022, | Martin Ronnild           | Attaquant      | Storhamar Dragons              |
| +023, | Thomas Berg-Paulsen - A  | Attaquant      | Malmö Redhawks                 |
| +027, | Andreas Martinsen        | Attaquant      | Storhamar Dragons              |
| +028, | Michael Brandsegg-Nygard | Attaquant      | Mora IK                        |
| +030, | Tobias normann           | Gardien de but | AIK IF                         |
| +031, | Jonas Arntzen            | Gardien de but | Örebro HK                      |
| +033, | Henrik Haukeland         | Gardien de but | Düsseldorfer EG                |
| +036, | Mats Zuccarello Aasen    | Attaquant      | Wild du Minnesota              |
| +037, | Markus Vikingstad        | Attaquant      | Fischtown Pinguins Bremerhaven |
| +041, | Patrick Thoresen - C     | Attaquant      | Storhamar Dragons              |
| +043, | Max Krogdahl             | Défenseur      | Östersunds IK                  |
| +049, | Christian Kåsastul       | Défenseur      | HC Pustertal-Val Pusteria      |
| +054, | Sander Hurrod            | Défenseur      | Storhamar Dragons              |
| +071, | Eskild Bakke Olsen       | Attaquant      | BIK Karlskoga                  |
| +072, | Stian Solberg            | Défenseur      | Vålerenga ishockey             |

## Pologne
Entraîneur-chef : Róbert Kaláber
| No    | Nom                     | Position       | Club                     |
| ----- | ----------------------- | -------------- | ------------------------ |
| +003, | Bartosz Ciura           | Défenseur      | GKS Tychy                |
| +004, | Patryk Wajda            | Défenseur      | GKS Jastrzębie           |
| +005, | Filip Komorski          | Attaquant      | GKS Tychy                |
| +006, | Arkadiusz Kostek        | Défenseur      | GKS Jastrzębie           |
| +010, | Bartosz Fraszko         | Attaquant      | GKS Katowice             |
| +012, | Maciej Kurczek          | Défenseur      | GKS Katowice             |
| +014, | Dominik Paś             | Attaquant      | GKS Jastrzębie           |
| +015, | Patryk Wronka           | Attaquant      | Podhale Nowy Targ        |
| +016, | Paweł Zygmut            | Attaquant      | HC Litvínov              |
| +017, | Kamil Górny             | Défenseur      | GKS Jastrzębie           |
| +018, | Grzegorz Pasiut - A     | Attaquant      | GKS Katowice             |
| +020, | Marcin Kolusz - A       | Défenseur      | GKS Jastrzębie           |
| +021, | Kamil Wałęga            | Attaquant      | HC Oceláři Třinec        |
| +028, | Mateusz Michalski       | Attaquant      | GKS Katowice             |
| +031, | John Murray             | Gardien de but | GKS Katowice             |
| +033, | Tomáš Fučík             | Gardien de but | GKS Tychy                |
| +034, | Krzysztof Maciaś        | Attaquant      | Raiders de Prince Albert |
| +051, | Jakub Wanacki           | Défenseur      | GKS Katowice             |
| +061, | Krystian Dziubiński - C | Attaquant      | TH Unia Oświęcim         |
| +069, | Mateusz Bryk            | Défenseur      | GKS Tychy                |
| +071, | Paweł Dronia            | Défenseur      | EV Ravensbourg           |
| +072, | David Zabolotny         | Gardien de but | EHC Freiburg             |
| +080, | Kacper Maciaś           | Défenseur      | GKS Katowice             |
| +086, | Krzysztof Maciaś        | Attaquant      | Raiders de Prince Albert |
| +088, | Alan Łyszczarczyk       | Attaquant      | GKS Tychy                |
| +092, | Maciej Urbanowicz       | Attaquant      | GKS Jastrzębie           |
| +096, | Patryk Krężołek         | Attaquant      | KH Zagłębie Sosnowiec    |

## Slovaquie
Entraîneur-chef : Craig Ramsay
| No    | Nom                 | Position       | Club                         |
| ----- | ------------------- | -------------- | ---------------------------- |
| +006, | Lukáš Cingel        | Attaquant      | HC Kometa Brno               |
| +007, | Mário Grman         | Défenseur      | HC Vítkovice                 |
| +013, | František Gajdoš    | Défenseur      | HK Nitra                     |
| +014, | Peter Čerešňák - A  | Défenseur      | Hockey Club Dynamo Pardubice |
| +017, | Šimon Nemec         | Défenseur      | Devils du New Jersey         |
| +018, | Andrej Kudrna       | Attaquant      | HC Litvínov                  |
| +020, | Juraj Slafkovský    | Attaquant      | Canadiens de Montréal        |
| +021, | Miloš Kelemen       | Attaquant      | Roadrunners de Tucson        |
| +027, | Marek Hrivík - A    | Attaquant      | Leksands IF                  |
| +029, | Michal Ivan         | Défenseur      | HC Bílí Tygři Liberec        |
| +030, | Matej Tomek         | Gardien de but | HC Litvínov                  |
| +031, | Samuel Hlavaj       | Gardien de but | HC Škoda Plzeň               |
| +033, | Stanislav Škorvánek | Gardien de but | HK Michalovce                |
| +034, | Peter Cehlárik      | Attaquant      | Leksands IF                  |
| +042, | Martin Fehérváry    | Défenseur      | Capitals de Washington       |
| +048, | Viliam Čacho        | Attaquant      | HC Oceláři Třinec            |
| +056, | Marko Daňo          | Attaquant      | HC Oceláři Třinec            |
| +064, | Patrik Koch         | Défenseur      | Coyotes de l'Arizona         |
| +076, | Martin Pospíšil     | Attaquant      | Flames de Calgary            |
| +077, | Martin Faško-Rudáš  | Attaquant      | HC Bílí Tygři Liberec        |
| +079, | Libor Hudáček       | Attaquant      | HC Oceláři Třinec            |
| +087, | Pavol Regenda       | Attaquant      | Gulls de San Diego           |
| +090, | Tomáš Tatar - C     | Attaquant      | Kraken de Seattle            |
| +091, | Matúš Sukeľ         | Attaquant      | HC Litvínov                  |
| +098, | Andrej Golian       | Défenseur      | HC Slovan Bratislava         |

## Suède
Entraîneur-chef : Sam Hallam
| No    | Nom               | Position       | Club                            |
| ----- | ----------------- | -------------- | ------------------------------- |
| +009, | Adrian Kempe      | Attaquant      | Kings de Los Angeles            |
| +012, | Max Friberg       | Attaquant      | Frölunda HC                     |
| +014, | Joel Eriksson Ek  | Attaquant      | Wild du Minnesota               |
| +016, | Felix Unger Sörum | Attaquant      | Leksands IF                     |
| +019, | Marcus Sörensen   | Attaquant      | Hockey Club Fribourg-Gottéron   |
| +023, | Lucas Raymond - A | Attaquant      | Red Wings de Détroit            |
| +025, | Jonas Brodin      | Défenseur      | Wild du Minnesota               |
| +026, | Rasmus Dahlin     | Défenseur      | Sabres de Buffalo               |
| +028, | Marcus Pettersson | Défenseur      | Penguins de Pittsburgh          |
| +029, | Pontus Holmberg   | Attaquant      | Maple Leafs de Toronto          |
| +030, | Jesper Wallstedt  | Gardien de but | Wild du Minnesota               |
| +032, | Lukas Bengtsson   | Défenseur      | Eissportverein Zoug             |
| +033, | Samuel Ersson     | Gardien de but | Flyers de Philadelphie          |
| +035, | Filip Gustavsson  | Gardien de but | Wild du Minnesota               |
| +037, | Isac Lundeström   | Attaquant      | Ducks d'Anaheim                 |
| +049, | Fabian Zetterlund | Attaquant      | Sharks de San José              |
| +059, | Linus Johansson   | Attaquant      | Färjestad BK                    |
| +065, | Erik Karlsson - C | Défenseur      | Penguins de Pittsburgh          |
| +071, | Victor Olofsson   | Attaquant      | Sabres de Buffalo               |
| +072, | Tim Heed          | Défenseur      | Hockey Club Ambrì-Piotta        |
| +077, | Victor Hedman - A | Défenseur      | Lightning de Tampa Bay          |
| +082, | Jesper Frödén     | Attaquant      | Zürcher Schlittschuh Club Lions |
| +090, | Marcus Johansson  | Attaquant      | Wild du Minnesota               |
| +091, | Carl Grundström   | Attaquant      | Kings de Los Angeles            |
| +095, | André Burakovsky  | Attaquant      | Kraken de Seattle               |

## Suisse
Entraîneur-chef : Patrick Fischer
| No    | Nom                   | Position       | Club                            |
| ----- | --------------------- | -------------- | ------------------------------- |
| +010, | Andres Ambühl         | Attaquant      | Hockey Club Davos               |
| +011, | Sven Senteler         | Attaquant      | Eissportverein Zoug             |
| +013, | Nico Hischier - A     | Attaquant      | Devils du New Jersey            |
| +014, | Dean Kukan            | Défenseur      | Zürcher Schlittschuh Club Lions |
| +017, | Ken Jäger             | Attaquant      | Lausanne Hockey Club            |
| +018, | Sven Jung             | Défenseur      | Hockey Club Davos               |
| +020, | Reto Berra            | Gardien de but | Hockey Club Fribourg-Gottéron   |
| +021, | Kevin Fiala           | Attaquant      | Kings de Los Angeles            |
| +022, | Nino Niederreiter - A | Attaquant      | Jets de Winnipeg                |
| +023, | Philipp Kurashev      | Attaquant      | Blackhawks de Chicago           |
| +040, | Akira Schmid          | Gardien de but | Devils du New Jersey            |
| +043, | Andrea Glauser        | Défenseur      | Lausanne Hockey Club            |
| +045, | Michael Fora          | Défenseur      | Hockey Club Davos               |
| +054, | Christian Marti       | Défenseur      | Zürcher Schlittschuh Club Lions |
| +055, | Romain Loeffel        | Défenseur      | Club des patineurs de Berne     |
| +059, | Dario Simion          | Attaquant      | Eissportverein Zoug             |
| +060, | Tristan Scherwey      | Attaquant      | Club des patineurs de Berne     |
| +063, | Leonardo Genoni       | Gardien de but | Eissportverein Zoug             |
| +068, | Fabrice Herzog        | Attaquant      | Eissportverein Zoug             |
| +079, | Calvin Thürkauf       | Attaquant      | Hockey Club Lugano              |
| +085, | Sven Andrighetto      | Attaquant      | Zürcher Schlittschuh Club Lions |
| +088, | Christoph Bertschy    | Attaquant      | Hockey Club Fribourg-Gottéron   |
| +090, | Roman Josi - C        | Défenseur      | Predators de Nashville          |
| +092, | Gaëtan Haas           | Attaquant      | Hockey Club Bienne              |
| +097, | Jonas Siegenthaler    | Défenseur      | Devils du New Jersey            |

## Tchéquie
Entraîneur-chef : Radim Rulík
| No    | Nom                | Position       | Club                                     |
| ----- | ------------------ | -------------- | ---------------------------------------- |
| +001, | Lukáš Dostál       | Gardien de but | Ducks d'Anaheim                          |
| +003, | Radko Gudas - A    | Défenseur      | Ducks d'Anaheim                          |
| +006, | Michal Kempný      | Défenseur      | HC Sparta Prague                         |
| +007, | David Špaček       | Défenseur      | Wild de l'Iowa                           |
| +008, | Ondřej Beránek     | Attaquant      | HC Energie Karlovy Vary                  |
| +010, | Roman Červenka - C | Attaquant      | Schlittschuh Club Rapperswil-Jona Lakers |
| +014, | Pavel Zacha        | Attaquant      | Bruins de Boston                         |
| +018, | Ondřej Palát - A   | Attaquant      | Devils du New Jersey                     |
| +019, | Jakub Flek (1)     | Attaquant      | HC Kometa Brno                           |
| +022, | Jáchym Kondelík    | Attaquant      | ČEZ Motor České Budějovice               |
| +023, | Lukáš Sedlák       | Attaquant      | Hockey Club Dynamo Pardubice             |
| +024, | Jan Ščotka (1)     | Attaquant      | Hockey Club Dynamo Pardubice             |
| +034, | Petr Mrázek        | Gardien de but | Blackhawks de Chicago                    |
| +036, | Jakub Krejčík      | Défenseur      | HC Sparta Prague                         |
| +044, | Jan Rutta          | Défenseur      | Sharks de San José                       |
| +050, | Karel Vejmelka     | Gardien de but | Coyotes de l'Arizona                     |
| +055, | Libor Hájek        | Défenseur      | Hockey Club Dynamo Pardubice             |
| +064, | David Kämpf        | Attaquant      | Maple Leafs de Toronto                   |
| +073, | Ondřej Kaše        | Attaquant      | HC Litvínov                              |
| +081, | Dominik Kubalík    | Attaquant      | Sénateurs d'Ottawa                       |
| +084, | Tomáš Kundrátek    | Défenseur      | HC Oceláři Třinec                        |
| +088, | David Pastrňák     | Attaquant      | Bruins de Boston                         |
| +093, | Matěj Stránský     | Attaquant      | Hockey Club Davos                        |
| +095, | Daniel Voženílek   | Attaquant      | HC Oceláři Třinec                        |
| +096, | David Tomášek      | Attaquant      | Färjestad BK                             |
| +098, | Martin Nečas       | Attaquant      | Hurricanes de la Caroline                |

- (1) : Jan Ščotka a remplacé Jakub Flek, malade[17].